# 國頭郡
國頭郡（日语：／ Kunigami gun */?）是日本沖繩縣轄下的一個地区，位於琉球群島沖繩群島之沖繩本島北部。

## 区域范围
現包含2町7村。
- 金武町
- 本部町
- 伊江村
- 大宜味村
- 恩納村
- 宜野座村
- 國頭村
- 今歸仁村
- 東村

## 歷史

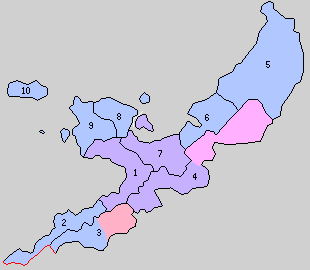
國頭郡最初轄下町村位置圖：1.名护村 2.恩纳村 3.金武村 4.久志村 5.国頭村 6.大宜味村 7.羽地村 8.今归仁村 9.本部村 10.伊江村（紫色部分現已合併為名护市、桃色部分現為东村、橙色部分現為宜野座村）

### 年表
- 1896年4月1日：實施郡區制，國頭郡成立，下轄原國頭方之範圍，國頭間切、大宜味間切、羽地間切、今歸仁間切、本部間切、名護間切、久志間切、金武間切、恩納間切、伊江島。（9間切1島）
- 1908年4月1日：實施町村制，國頭郡下轄國頭村、大宜味村、羽地村、今歸仁村、本部村、伊江村、名護村、久志村、金武村、恩納村。（10村）
- 1923年4月1日：久志村北部分割獨立成東村。（11村）
- 1924年2月1日：名護村改制為名護町。（1町10村）
- 1940年12月10日：本部村改制為本部町。（2町9村）
- 1946年4月1日：金武村北部分割獨立成宜野座村。（2町10村）
- 1946年5月16日：羽地村的屋我地島分割獨立成屋我地村。（2町11村）
- 1946年5月20日：名護町北西部分割獨立成屋部村。（2町12村）
- 1947年8月1日：本部町北部分割獨立成上本部村。（2町13村）
- 1970年8月1日：名護町、屋部村、羽地村、久志村、屋我地村合併為名護市，並脫離國頭郡之管轄。（1町9村）
- 1971年11月1日：上本部村並入本部町。（1町8村）
- 1980年4月1日：金武村改制為金武町。（2町7村）

### 變遷表
| 時間     | 行政劃分  | 行政劃分    | 行政劃分    | 行政劃分  | 行政劃分  | 行政劃分  | 行政劃分  | 行政劃分  | 行政劃分  | 行政劃分  | 行政劃分  | 行政劃分  | 行政劃分  | 行政劃分  | 行政劃分 |
| 1890年代 | 國頭 間切 | 大宜味 間切 | 今歸仁 間切 | 羽地 間切 | 羽地 間切 | 名護 間切 | 名護 間切 | 久志 間切 | 久志 間切 | 本部 間切 | 本部 間切 | 金武 間切 | 金武 間切 | 恩納 間切 | 伊江島   |
| 1900年代 | 國頭村    | 大宜味 村   | 今歸仁 村   | 羽地村    | 羽地村    | 名護村    | 名護村    | 久志村    | 久志村    | 本部村    | 本部村    | 金武村    | 金武村    | 恩納村    | 伊江村   |
| 1910年代 | 國頭村    | 大宜味 村   | 今歸仁 村   | 羽地村    | 羽地村    | 名護村    | 名護村    | 久志村    | 久志村    | 本部村    | 本部村    | 金武村    | 金武村    | 恩納村    | 伊江村   |
| 1920年代 | 國頭村    | 大宜味 村   | 今歸仁 村   | 羽地村    | 羽地村    | 名護町    | 名護町    | 久志村    | 東村      | 本部村    | 本部村    | 金武村    | 金武村    | 恩納村    | 伊江村   |
| 1930年代 | 國頭村    | 大宜味 村   | 今歸仁 村   | 羽地村    | 羽地村    | 名護町    | 名護町    | 久志村    | 東村      | 本部町    | 本部町    | 金武村    | 金武村    | 恩納村    | 伊江村   |
| 1940年代 | 國頭村    | 大宜味 村   | 今歸仁 村   | 羽地村    | 屋我地 村 | 名護町    | 屋部村    | 久志村    | 東村      | 本部町    | 上本部 村 | 金武村    | 宜野座 村 | 恩納村    | 伊江村   |
| 1950年代 | 國頭村    | 大宜味 村   | 今歸仁 村   | 羽地村    | 屋我地 村 | 名護町    | 屋部村    | 久志村    | 東村      | 本部町    | 上本部 村 | 金武村    | 宜野座 村 | 恩納村    | 伊江村   |
| 1960年代 | 國頭村    | 大宜味 村   | 今歸仁 村   | 羽地村    | 屋我地 村 | 名護町    | 屋部村    | 久志村    | 東村      | 本部町    | 上本部 村 | 金武村    | 宜野座 村 | 恩納村    | 伊江村   |
| 1970年代 | 國頭村    | 大宜味 村   | 今歸仁 村   | 名護市    | 名護市    | 名護市    | 名護市    | 名護市    | 東村      | 本部町    | 本部町    | 金武村    | 宜野座 村 | 恩納村    | 伊江村   |
| 1980年代 | 國頭村    | 大宜味 村   | 今歸仁 村   | 名護市    | 名護市    | 名護市    | 名護市    | 名護市    | 東村      | 本部町    | 本部町    | 金武町    | 宜野座 村 | 恩納村    | 伊江村   |
| 1990年代 | 國頭村    | 大宜味 村   | 今歸仁 村   | 名護市    | 名護市    | 名護市    | 名護市    | 名護市    | 東村      | 本部町    | 本部町    | 金武町    | 宜野座 村 | 恩納村    | 伊江村   |
| 2000年代 | 國頭村    | 大宜味 村   | 今歸仁 村   | 名護市    | 名護市    | 名護市    | 名護市    | 名護市    | 東村      | 本部町    | 本部町    | 金武町    | 宜野座 村 | 恩納村    | 伊江村   |